# الصحيفة القحطانية
الصحيفة القحطانية موسوعة تاريخية، من تأليف المؤرخ العماني حميد بن محمد بن زريق بن بخيت النخلي(1783_1874م)،هي جزء من كتاب(( المؤتمن في مناقب نزار واليمن )) يحتوي هذا الكتاب على قسمين: قسم للصحيفة العدنانية، والقسم الآخر للصحيفة القحطانية، تعود أهمية هذا الكتاب إلى تركيزه على تاريخ القبائل العربية في عمان والتي شهدت عبر عصورها التاريخية المختلفة ولادة عدد من المؤرخين والعلماء الذين كانت لهم بصمة وأثر واضح في إثراء التاريخ بالعديد من المؤلفات وغيرها.

## مؤلفها
حميد بن محمد بن زريق النخلي، نشأ ابن زريق في أسرة ميسورة الحال وعاش حياة كريمة وبسيطة في عصر شهدت فيه عمان[ ؟ ] بعض التطورات السياسية، والتي كان لها دورا وتأثيرا في نشأة المؤلف حيث صقلت موهبته، وكانت حافزا له في دراسة العلم وكتب التاريخ والأدب، وكان يعتبر مصدرا مهما لأحداث القرنين الثامن عشر والتاسع عشر، فهو ينقل رواياته عن أشخاص عاشوا وعاصروا تلك الأحداث.

## أهميتها
تحتوي الصحيفة القحطانية على أحداث تاريخية وسير في إطار نسب اليمن وقحطان، بالإضافة إلى قضايا فقهية متعددة، وموضوعات متفرقة للفرق الإسلامية من حيث اختلافاتها وآرائها، مضيفا إليها سيرا وتراجم لبعض المشاهير الذين يرجع نسبهم إلى أصول قحطانية[ ؟ ] عاشت في عصور مختلفة وأماكن متفرقة.
تتكون الصحيفة القحطانية من مقدمة في أربع صفحات ذكر فيها ابن زريق[ ؟ ] سبب كتابته لها، وتحتوي على ثمانية أبواب[ ؟ ] تقع في حوالي 477 ورقة تبدأ بالتعريف بأصول القبائل[ ؟ ] القحطانية مرورا بملوكها القدماء وشعرائهم في الجاهلية والإسلام وسير وتراجم المشهورين منها، وذكر الأنبياء من القحطانية، وأصحاب النبي من القحطانيين، وانتهاء بأئمة عمان[ ؟ ] من أنساب قحطان.
كذلك أحتوت الصحيفة على معلومات عن شخصيات وأسر عمانية، وذكر فيها معلومات وأخبار مهمة عن سير ل علماء إباضيين لم يرد ذكرها في المصادر الإباضية الأخرى، كما ضمنها ابن زريق بعض رسائلهم الفقهية والعقدية.

## أبوابها
الصحيفة القحطانية تحتوي على ثمانية أبواب وهي:

### الباب الأول
في معرفة أنساب القحطانية.

### الباب الثاني
في ذكر الانبياء المتصلة سلسلة نسبهم بالقحطانيين.

### الباب الثالث
في ملوك بني قحطان وما لهم من مناقب.

### الباب الرابع
في ذكر أخبار ملوك القحطانيين ومناقبهم الصريحة،ويستكمل فيه ذكر بقية ملوك القحطانيين، وأخبار التبابعة، وخبر موت الشاعر أمرئ القيس بن حجر، والنجاشي، وجنتي مأرب وسيل العرم، وهجرة مالك بن فهم إلى عمان[ ؟ ]، وحروبه وانتصاراته على الفرس[ ؟ ]، وقصة جذيمة بن مالك وخبره في العراق، وغيرها من الأخبار والروايات التي رواها عبيد بن شربة ووهب بن منبه.

### الباب الخامس
في ذكر أصحاب النبي المختار من الأنصار، تكلم فيه ابن زريق عن أشهر الصحابة والصحابيات من الأوس والخزرج من قحطان.

### الباب السادس
في ذكر التابعين وتابع التابعين من الأعيان المنتسبين إلى قحطان[ ؟ ]، وذكر منهم: الإمام جابر بن زيد والإمام مالك بن أنس و الخليل بن أحمد و أحمد بن الحسين الهمداني والمبرد محمد بن يزيد الأزدي، واستحضر 33 عالما من علماء عمان[ ؟ ] اليمانيين.

### الباب السابع
في ذكر أسماء شعرائهم في الجاهلية والإسلامية، فترجم لامرئ القيس بن حجر والطرماح بن حكيم وكثير بن عبد الرحمن المشهور ب كثير عزة والوليد بن عبيد البحتري وأحمد بن الحسن و المتنبي ومحمد بن هاني الأندلسي وصفي الدين ابن السرايا الحميري، وعدد خمسة شعراء من العمانيين القحطانيين.

### الباب الثامن
في ذكر الأئمة اليمنية العمانية وملوكهم السلاطين الأساطين القحطانية[ ؟ ] وما كان في أيامهم من الكوائن الشائعة في القرى والمدائن.
تحدث ابن زريق[ ؟ ] في الفصل الأخير عن الأئمة العمانيين من الإمام الجلندى بن مسعود إلى الأمام سعيد بن أحمد بن سعيد البوسعيدي، كما ذكر ملوك بني نبهان في دولتهم الأولى والثانية.
توجد نسخة وحيدة من مخطوط الصحيفة القحطانية، أهداها السلطان خليفة بن حارب بن ثويني سلطان زنجبار إلى مكتبة اكسفورد أثناء زيارته بريطانيا في نوفمبر 1929م.
طبعت وزارة التراث والثقافة كتاب الصحيفة القحطانية عام 2009م في خمسة أجزاء بتحقيق وتقديم محمود بن مبارك السليمي ومحمد حبيب صالح وعلال الصديق الغازي.

## شموليتها
الصحيفة القحطانية لا تقتصر فقط على الأحداث والتطورات السياسية والعسكرية، بل شملت أحوالا وقضايا اجتماعية واقتصادية ذكر فيها عن الجفاف و الأمطار والعملة المستخدمة وبروتوكول السلطان أحمد بن سعيد مؤسس دولة البوسعيد، والصادرات والواردات وميزانية الدولة وعدد الجنود، وغير ذلك من المعلومات ذات الطابع الاجتماعي والاقتصادي والعسكري. بالإضافة إلى قصائد مطولة، منها ما نظمه ابن زريق[ ؟ ] نفسه، أو لبعض مشاهير عمان[ ؟ ] وشعرآئها

## مؤلفات لإبن زريق
- الفتح المبين في سيرة السادة البوسعيديين.
- الشعاع الشائع باللمعان في ذكر أئمة عمان[ ؟ ].
- الصحيفة العدنانية.
- القصيدة القدسية النورانية في مناقب العدنانية.
- الصحيفة القحطانية.[3]